# Sveti Konstantin
Sveti Konstantin är en liten kurort med gamla traditioner, som ligger i norra Bulgarien vid Svarta Havet, cirka 10 kilometer norr om den större staden Varna och 7 kilometer söder om Golden Sands. Det är Bulgariens äldsta turistort och kallades tidigare för Druzhba (Дружба) och Varna Resort (Курорт Варна) och är även känd som Sankt Konstantin och Helena. Den närmaste flygplatsen är Varna International Airport. 

## Bildgalleri

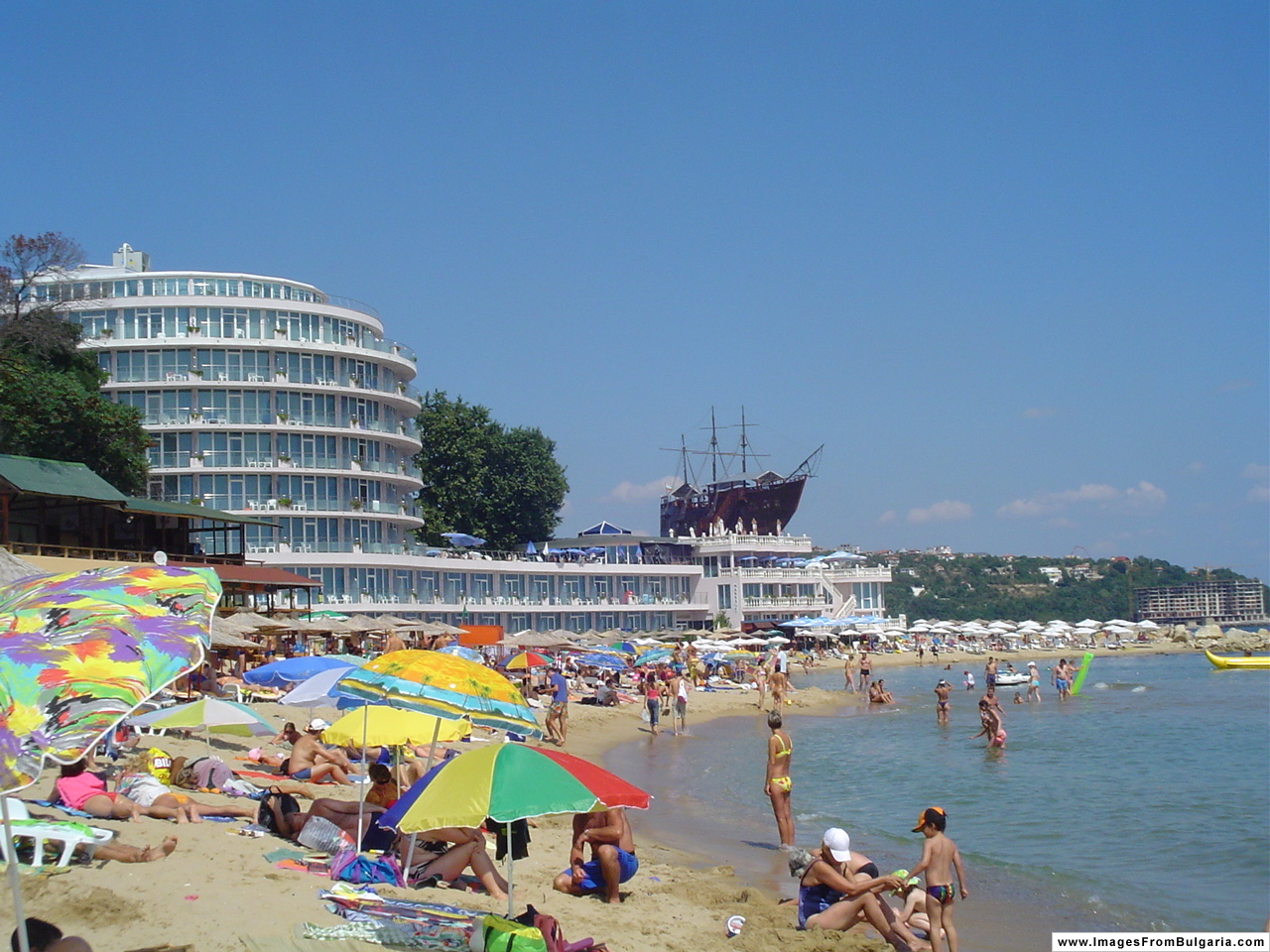
Vy över en del av stranden i Sveti Konstantin.
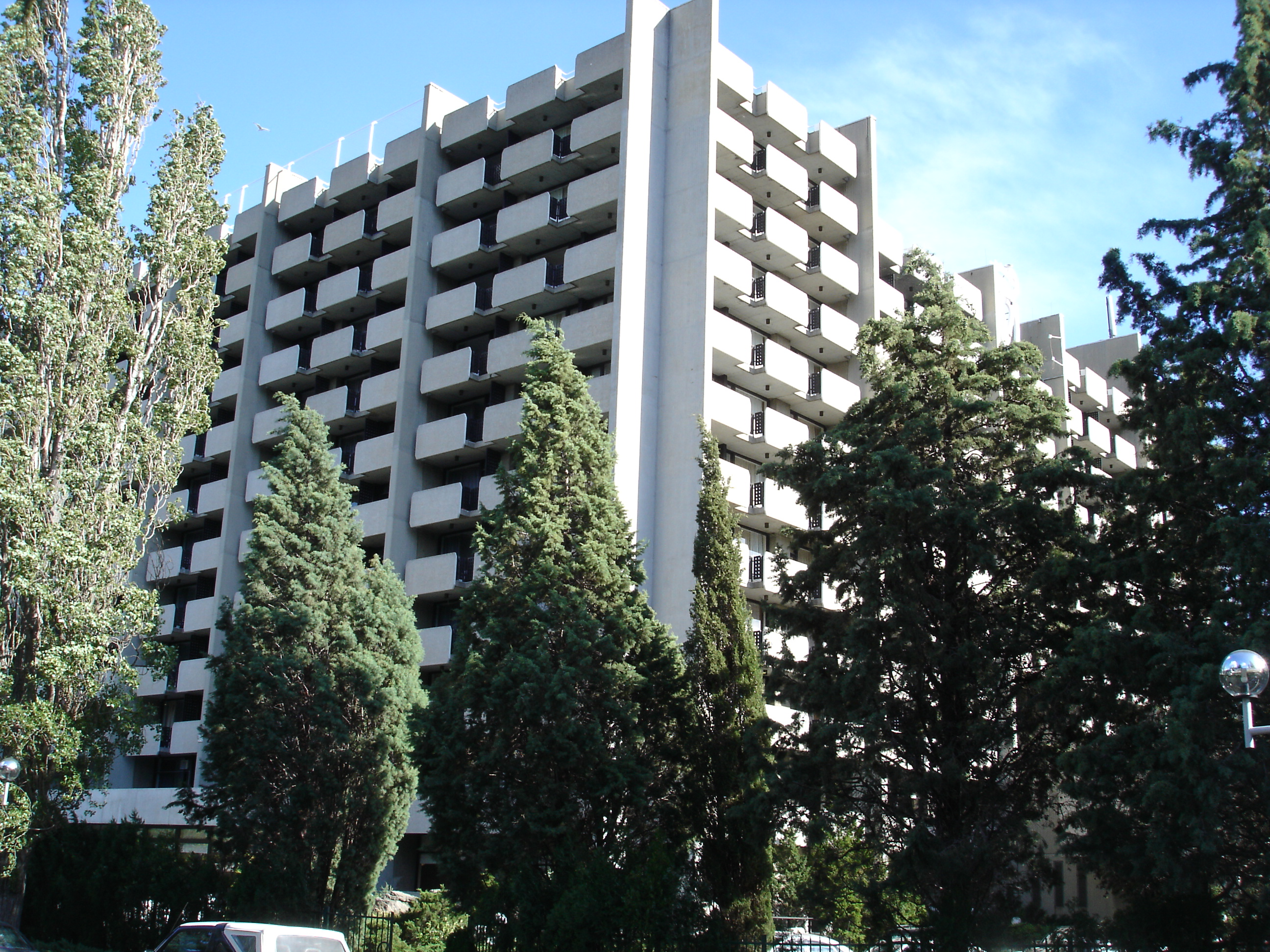
Grand Hotel Varna.
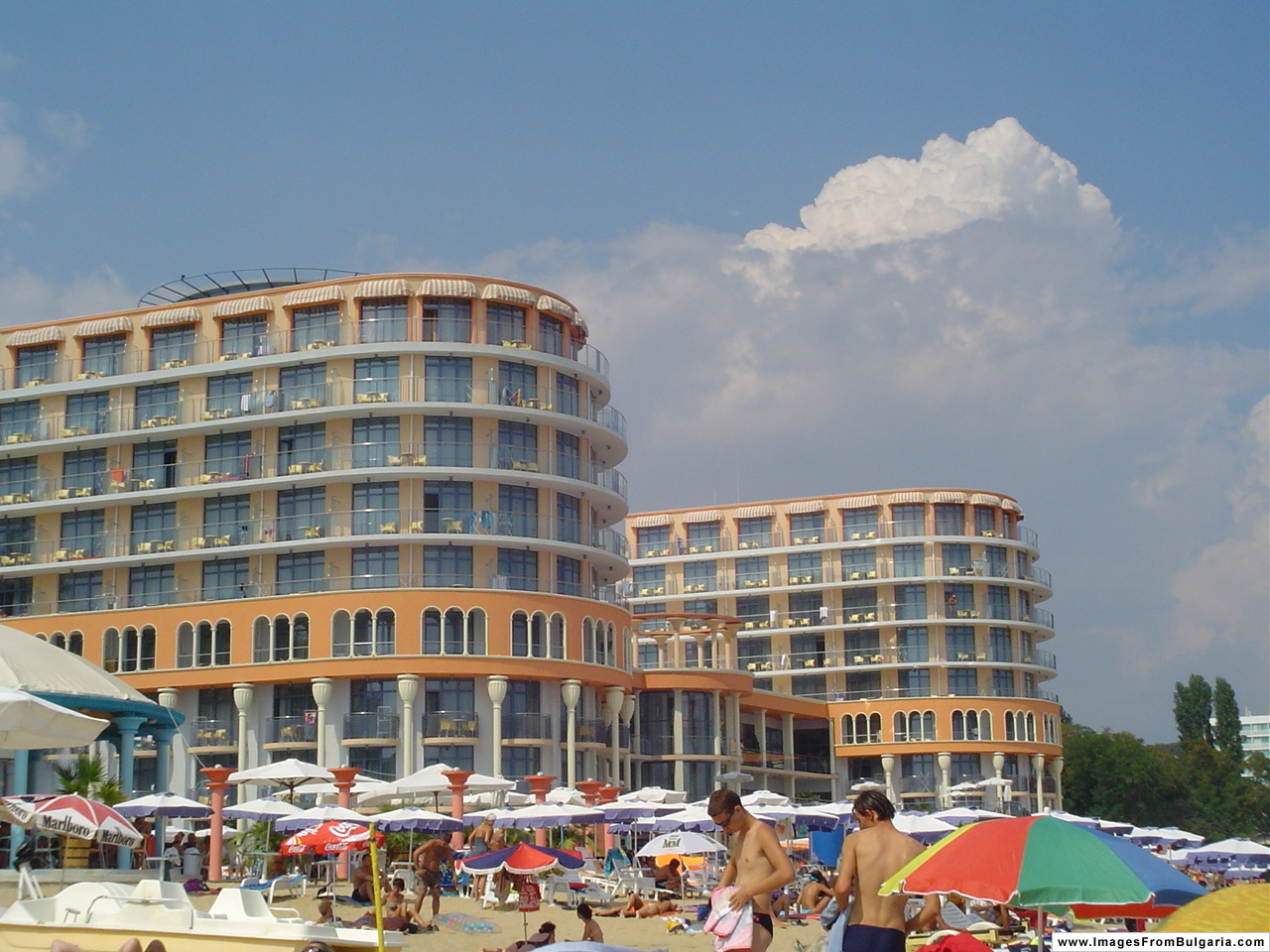
Hotell Azalia.

- Wikimedia Commons har media som rör Sveti Konstantin.